# 岡本依子
岡本 依子（おかもと よりこ、1971年9月6日 - ）は、テコンドーシドニーオリンピック日本代表選手。牧師。大阪府門真市出身。世界テコンドー連盟（のちのワールドテコンドー）公認四段を取得。選手引退後は、テコンドーの普及活動とキリスト教の伝道活動を行っている。

## 来歴
四天王寺中学校・高等学校特別英数コース出身。中学1年3学期から、尚弘館で空手を習う。高校1年の1学期から、3年の1学期まで、フルコンタクト空手の正道会館に通う。早稲田大学人間科学部スポーツ科学科（のちのスポーツ科学部）に受験で進学。格闘技から離れる。
1992年、大学3年の交換留学生としてオレゴン大学へ留学し、9月以降にテコンドーと出会い、1993年1月に道場でテコンドーの練習を始めた。1993年9月、帰国。11月13日、広島市安芸区スポーツセンターで行われたテコンドー全日本選手権で今野美穂（日本大学、のちの高橋美穂）を3ラウンド7-5の判定で破って優勝。テコンドー歴1年半での快挙。イーグル会所属。12月15日、テコンドーイーグル会の寮生だった岡本に正道会館館長の石井和義から4日後のプロ格闘技興行に負傷欠場者の代役として出場の突然のオファー。了承。19日、両国国技館でのK-2 GRAND PRIX'93で行われたK-1ルールスペシャルマッチでWKA世界フライ級王者のキックボクサー、ルシア・ライカと正道会館所属として対戦し、TKO負け。顔面パンチのある試合は初体験だった。
2000年、シドニーオリンピックテコンドー女子67 kg級で銅メダルを獲得。2002年、7月に東京で行われたワールドカップでは67 kg級で銀メダルを獲得した。2003年12月のアテネオリンピック世界予選には出場できず、2004年1月の国内予選では10 kg以上減量して57 kg級に出場し優勝、2月のオリンピックアジア予選では67 kg超級で2位となり五輪出場枠を獲得した。しかし日本オリンピック委員会は全日本テコンドー協会と日本テコンドー連合に分裂している国内競技連盟が統一されない限り出場を認めない方針を示した。国内世論の後押し（10万人近い署名）もあって日本オリンピック委員会の救済措置で個人資格を適用して出場。1回戦敗退、7位。
2006年、韓国でクリスチャンになる（プロテスタント）。2008年の北京オリンピックにも日本唯一のテコンドー選手として出場、1回戦で敗退した。オリンピック参加選手の中では男女を通して最年長選手だった。2009年2月8日、現役引退を表明。
2010年3月17日、コロムビアミュージックエンタテインメントからエクササイズDVD「テコンドー韓流エクササイズ-岡本依子のネリチャギビューティー」を発売。2010年3月29日に設立されたアスリートネットワークの理事に就任。2011年9月6日、大阪天満のスポーツドリームファクトリーにて、ドリームテコンドースクールを開講し、翌年は通信スクールも開いた。2012年3月20日、JTJ宣教神学校牧師志願科卒業。2015年5月25日、全日本テコンドー協会理事会で理事に選任され、6月10日の理事会では強化委員会入りして選手強化に携わることも決定した。2019年までに全日本テコンドー協会副会長に就任。2019年12月26日、主力選手や岡本と会長の金原昇や理事会が対立した混乱ののちの理事会総辞職に伴い全日本テコンドー協会副会長を辞職。

## 戦績
- 1993年11月13日 テコンドー全日本選手権女子50 kg以上級 初出場・初優勝（以来、国内で、負けなし）
- 1993年12月19日 K-2 GRAND PRIX'93 K-1ルール2分3ラウンド・スペシャルマッチ ルシア・ライカ（オランダ）に2ラウンド38秒右ローキックTKO負け
- 1994年 アジア選手権銀メダル（フィリピン）
- 1996年 アジア選手権銀メダル（オーストラリア）
- 1998年 アジア選手権銅メダル（ベトナム）
- 1998年 アジア大会銅メダル（バンコク）
- 1999年 シドニー五輪予選アジア2位通過
- 2000年 シドニー五輪銅メダル
- 2001年 東アジア大会（大阪）銀メダル
- 2002年 ワールドカップ（東京）銀メダル
- 2003年 アテネ五輪アジア2位通過
- 2004年 アテネ五輪出場7位
- 2005年 アジア選手権銅メダル（ベトナム）
- 2007年 世界選手権ベスト8・コリアオープン金メダル・北京五輪アジア3位通過
- 2008年 北京オリンピック出場